# Arene variabilis
Arene variabilis är en snäckart som först beskrevs av Dall 1889.  Arene variabilis ingår i släktet Arene och familjen turbinsnäckor. Inga underarter finns listade i Catalogue of Life.